# コーイチ
コーイチ（本名不詳、11月29日 - ）は、愛媛県四国中央市出身の男性ナレーター、声優。

## 人物
2011年まで名古屋のナレーター声優事務所キャスト・プロに所属後、2012年にフリーランスとなり拠点を東京へ移す、と同時に芸名に変更。
キャスティングプロジェクト猪鹿蝶に参加、フリーランス。

## 出演番組

### テレビ番組ナレーション
- 羽鳥慎一モーニングショー（月曜〜金曜･帯）（テレビ朝日）
- モーニングバード（月曜〜金曜･帯）（テレビ朝日）
- ロボット旅日本一周〜タカラモノクダサイ〜（テレビ朝日）
- サタデーステーション（テレビ朝日）
- ロンドンハーツ（テレビ朝日）
- 金曜★ロンドンハーツ（テレビ朝日）
- 池上彰の被災地特別授業（テレビ朝日）
- おびゴハン!（月曜〜木曜･帯）（TBS）
- アメージパング!（TBS）
- 大ヒット御礼！映画「８年越しの花嫁 奇跡の実話」ナビ（TBS）
- 次世代アイドル発掘バラエティー 人気者になろう!（日本テレビ）
- ジュウブンノサン（日本テレビ）
- 有吉ゼミ&世界まる見え！テレビ特捜部 みどころ（日本テレビ）
- 旅ヌード（テレビ東京）
- 水曜エンタ 昔ココ住んでました！（テレビ東京）
- 昔ココ住んでました！2（テレビ東京）
- 昔ココ住んでました！3（テレビ東京）
- たかの友梨直伝 奇跡のダイエット（テレビ東京）
- ワケあり芸能人大集合!開運グルメ食べ尽くし旅（テレビ東京）
- K-TOP〜韓国最新ベスト5ランキング〜(テレビ東京)
- F1日本グランプリ2014（フジテレビ）
- ドリームオファー（フジテレビ）
- とっておきランキング（フジテレビ）
- クイズなりきりアニマルパーク見所公開SP（フジテレビ）
- 高校野球100年のものがたりあの感動シーンを熱球トーク!（NHK総合）
- 密着！セブチＴＶ（AbemaTV）
- 偏愛リアリティショー フェチ恋（AbemaTV）
- 偏愛リアリティショー フェチ恋 season2（AbemaTV）
- WINTICKETミッドナイト競輪（ABEMA）
- SUIZIN 2025 - BBCトーナメント開幕スペシャル
- PG-1第5回BBCトーナメント SUIZIN2024 -格付けバトル-（ABEMA）
- ヤングダービー開幕SP  YOUNG TAG BATTLE（ABEMA)
- SUIZIN2023〜KAIUNチャンピオントーナメント〜（ABEMA）
- ヤングレーサー応援バラエティABEMAアナ激突！推しバト（ABEMA）
- YG TV（AbemaTV）
- 日本初！Stray Kids生放送SP ‘I am…’ in SHIBUYA（AbemaTV）
- 日本初生放送！fromis_9のFAN FUN FACTORY！（AbemaTV）
- SUIZIN2023〜KAIUNチャンピオントーナメント〜（AbemaTV）
- 必殺！バカリズム地獄（AbemaTV）
- BLACK PINKオリジナル生LIVE特番（AbemaTV）
- BLACK PINK Home Party！（AbemaTV）
- ゆくぞ！リオへワールドカップバレーボール世界最終予選（BSフジ）
- FIVBワールドカップバレーボール2015ハイライト（BSフジ）
- SPORTS GRAPHICS（BS朝日）
- サブ４！！（BS日テレ）
- サブ４！！seasonⅡ（BS日テレ）
- 体感！自然のヒミツ 親子で自由研究SP（BS日テレ）
- KEIRINグランプリシリーズ（BS日テレ）
- U18野球チャンピオンシップ 〜野球の未来へ〜（BS-TBS）
- 孫芸能人＆じぃちゃんばぁちゃん 田舎ふれあい滞在記（BSジャパン）
- トーキョーUP＆DOWN 渋谷（NHKBSプレミアム）
- 熱血バスケスペシャル「世界を驚かせ!日本代表」（ NHKBS1）
- いいカレ対決!（テレビ大阪）
- オトナ美女最旬トレンド10（関西テレビ）
- ペットへの感謝状（ABC）
- 現代%（パーセン）基礎チシキ（HTB･メ～テレ･KBC3局合同制作）
- 美し国で美しく（CBC）
- えなこのゆるっとゲーマーズ！（テレビ愛知）
- 女子アナカフェトーク（テレビ愛知）
- タツノコプロ50周年記念特番（WOWOW）
- REDS REVIEW （スカパー!）
- 本田圭佑Jリーグメモリアルゲーム（スカパー!）
- 本田圭佑Jリーグ全ゴールダイジェスト（スカパー!）
- 山内鈴蘭のトライアングルGOLF (ゴルフネットワーク)
- フットサル Fリーグナビ 15/16（J SPORTS）
- FIA F4総集編（2018,2019,2020）（J SPORTS）
- 全日本F3選手権 総集編（2015,2016,2017,2018）（J SPORTS）
- 男子ゴルフメジャー最終戦直前SP（日テレG+）
- 女子ゴルフメジャー最終戦直前SP（日テレG+）
- ジゴロinシェアハウス放送直前スペシャル（TBSチャンネル）
- 東京コミコン2017特番（ムービープラス）
- DOBERMAN INFINITY「ドーベル学力テスト！」（天の声）（CL）
- BALLISTIKBOYZ「BALLI7」(天の声)（CL）
- ATPワールドツアー500シリーズ (PR)（BS朝日）
- テニスラグビー陸上等WOWOWライブ (各種PR)（WOWOW）
- 世界の馬術競技 (PR)（グリーンチャンネル）

#### ボイスオーバー
- 炎の体育会TV（TBS）
- 内村とザワつく夜（TBS）
- 爆報! THE フライデー（TBS）
- 有吉ゼミ（日本テレビ）
- スター☆ドラフト会議（日本テレビ）
- 月曜から夜ふかし（日本テレビ）
- ザックジャパンの真実（フジテレビ）
- 坂上忍のどうぶつ珍プレー好プレー大賞（フジテレビ）
- スーパーフラワーレッスン（NHK Eテレ）
- 突撃ほかほかごはん隊!（中京テレビ）
- トヨタ世界ジュニアゴルフ（中京テレビ）

#### DVDナレーション
- AKB48 So long! (テレビドラマ)（日本テレビ）(ドラマメイキング･特典映像)
- 乃木坂46 4thシングル（制服のマネキン特典映像）
- 乃木坂46 6thシングル（ガールズルール特典映像）
- NMB48 げいにん!THE MOVIEお笑い青春ガールズ!  (メイキング･特典映像)
- クライム・スピード（劇場予告SPOT）
- EXILE TAKAHIRO LIVE道の駅2019 (LIVE幕間映像)

#### 吹き替え
- マーセナリーズ傭兵部隊
- シー・ヴァイパー潜航作戦!!U-235を追え!
- HIJACKED
- ゾンビ大陸アフリカン